# Mosara inaperta
Mosara inaperta är en fjärilsart som beskrevs av Walker 1864. Mosara inaperta ingår i släktet Mosara och familjen nattflyn. Inga underarter finns listade i Catalogue of Life.